# Hanns Gleitsmann
Hanns Gleitsmann (* 12. Juni 1877 in Jacobshagen, Provinz Pommern; † 12. Mai 1935 in Berlin) war ein deutscher Sanitätsoffizier der Kaiserlichen Marine und der Reichsmarine.

## Leben
Johannes Gleitsmann war ein Sohn des seit 1873 in Jacobshagen bei Stargard in Pommern niedergelassenen praktischen Arztes Emil Louis Gleitsmann. Er studierte ab 1898 Medizin an der Philipps-Universität Marburg und wurde im Corps Teutonia Marburg aktiv. Er wechselte an die Georg-August-Universität Göttingen und schloss sich auch dem Corps Hannovera Göttingen an. Als Inaktiver ging er an die Hessische Ludwigs-Universität und die Eberhard Karls Universität Tübingen. 1903 bestand er das Staatsexamen. Gleitsmann trat 1903 als Sanitätsoffizier in die Kaiserliche Marine ein. An der Christian-Albrechts-Universität zu Kiel wurde er 1904 zum Dr. med. promoviert. Er wurde 1908 Marinestabsarzt und 1915 im Ersten Weltkrieg Marineoberstabsarzt. 1927 wurde er als Marinegeneralarzt der Reichsmarine zur Marineleitung nach Berlin kommandiert. Für das Kabinett Marx IV verfasste er im selben Jahr den Kriegssanitätsbericht über die deutsche Marine 1914/1918. 1930 wurde er mit 53 Jahren in den Ruhestand versetzt. Verheiratet war er seit 1911 mit Else geb. Bleymüller aus Rüdesheim, mit der er zwei Söhne und eine Tochter hatte.

## Schriften
- Über Ruhrentstehung – ein epidemiologischer Beitrag zum Ruhrproblem. J. F. Lehmanns Verlag, München 1925.
- Die Seuchen im Seeverkehr – epidemiologische Betrachtungen; der Schlußband: was kann die Epidemiologie aus dem Seuchenverhalten auf den Schiffen lernen?. J. F. Lehmanns Verlag, München 1928.
- Wetter und Krankheit nach Beobachtungen im Marinekorps in Flandern in den Kriegsjahren 1914–1917, E.S. Mittler & Sohn, Berlin 1929.
- Vom Wesen der Mandelentzündung – nach Beobachtungen bei der im Februar 1930 in den Kasernen der 5. Marine-Artillerie-Abt. in Pillau aufgetretenen Mandelentzündungsepidemie. E.S. Mittler & Sohn, Berlin 1932.
- Medizinischer Teil: Beobachtungen und Betrachtungen über die hauptsächlichsten Allgemeinerkrankungen, die in der Deutschen Marine auf den Schiffen und bei den Marineteilen am Lande im Kriege 1914–1918 vorgekommen waren: unter Berücksichtigung der Erfahrungen aus den Friedensjahren bei der Marine, Armee und Zivilbevölkerung Deutschlands und fremdherrlicher Staaten und aus früheren See- und Landkriegen nach dem bei der Marinemedizinalabteilung gesammelten Material aus den Jahren 1914–1918. E.S. Mittler & Sohn, 1935.